# Gershagen
Koordinaten: 50° 57′ 14″ N, 9° 27′ 35″ O

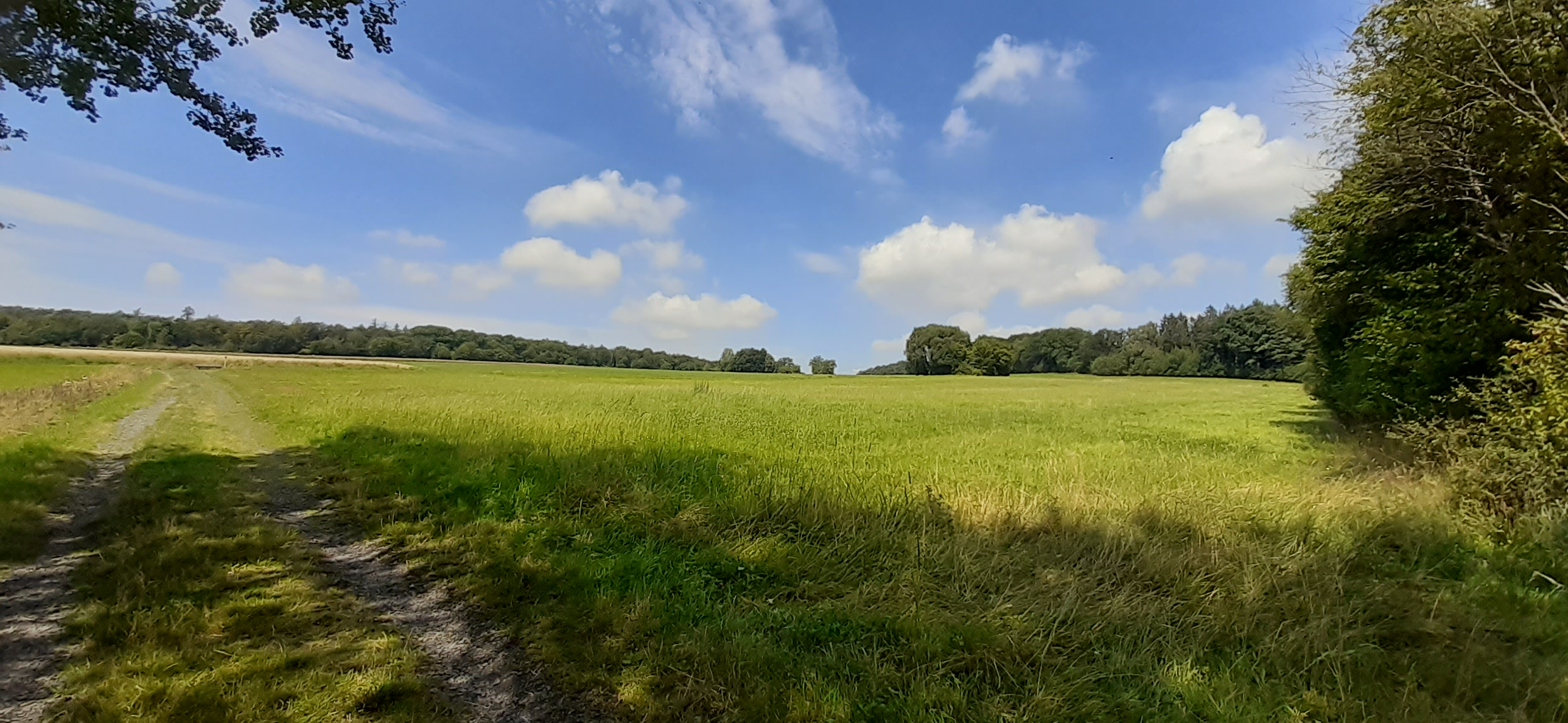
Blick nach Nordwesten, Standort: Wüstung Gershagen

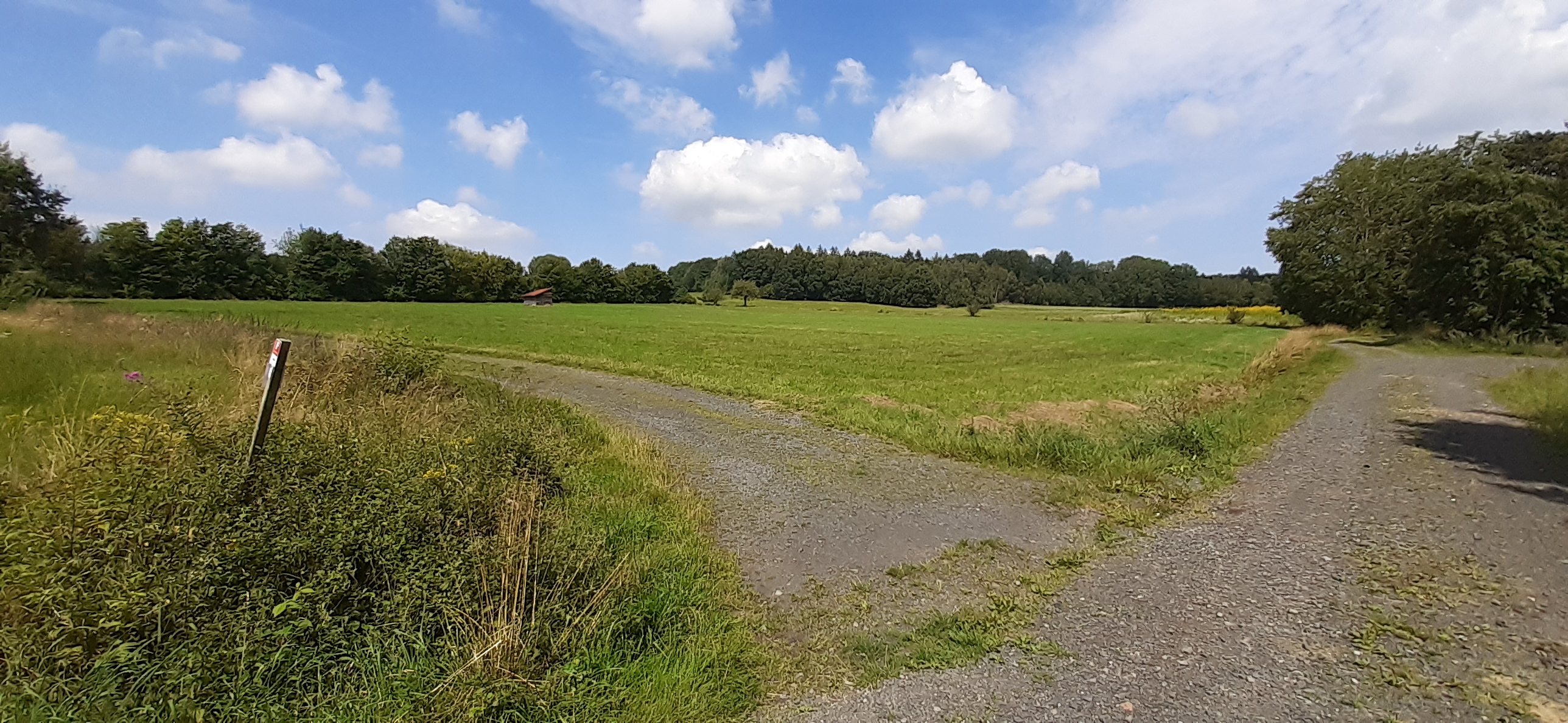
Blick nach Nordosten: Linker Bildrand: Standort der Wüstung. Mitte: Blick Richtung Wüstung Roppershagen. Rechter Bildrand: Waldsaum des Kerbtales der Lochbachklamm.

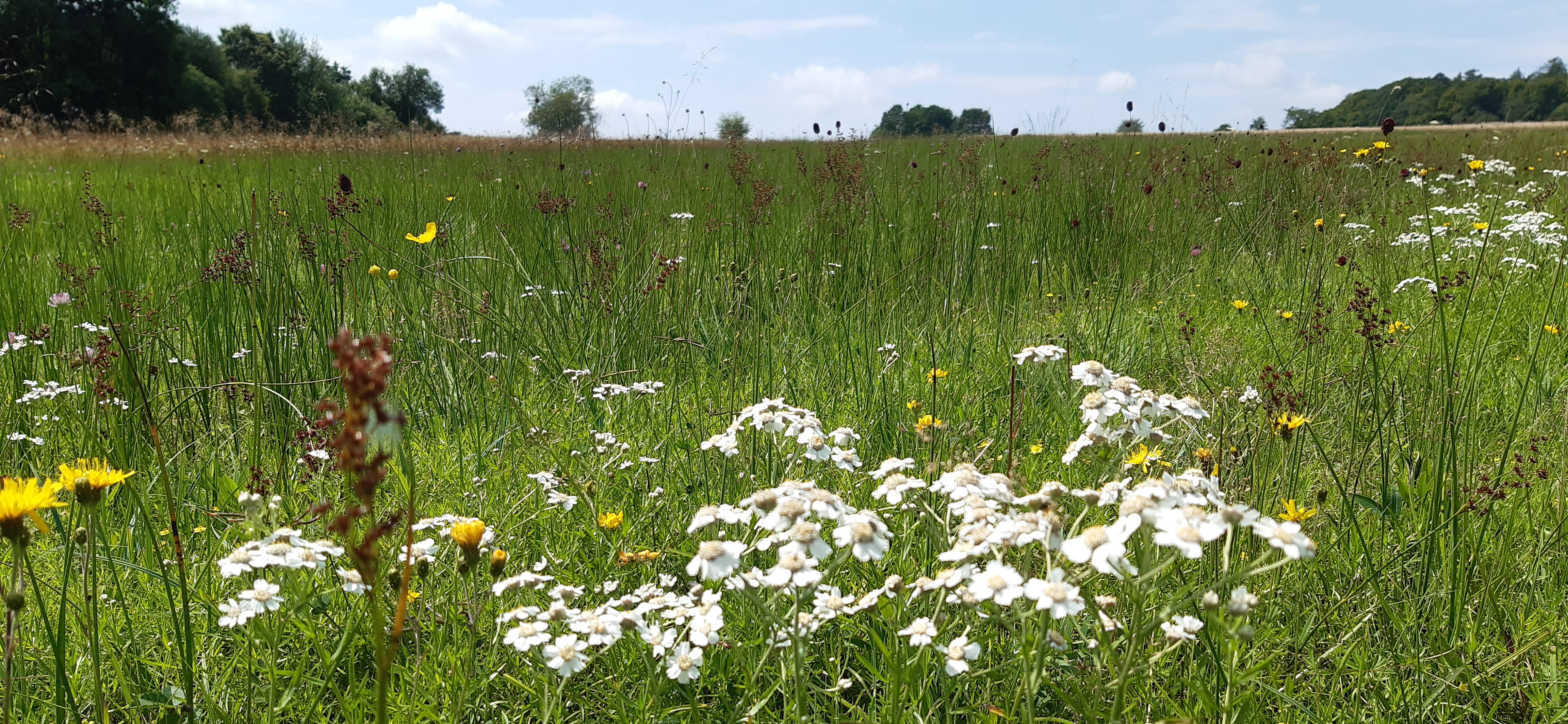
Blick vom Standort der Wüstung Richtung Südwesten zur Wüstung Volpertsfeld, vernässte Wiesenfläche: Quellbereich des Lochbachs

Gershagen war ein erstmals 1250 urkundlich erwähntes Dorf in der heutigen Gemarkung des nordhessischen Hülsa im heutigen Schwalm-Eder-Kreis, das gegen Ende des 16. Jahrhunderts, spätestens in der ersten Hälfte des 18. Jahrhunderts wüst gefallen war.

## Geographische Lage
Das Dorf im heutigen Naturpark Knüll befand sich etwa 9,7 km südöstlich von Homberg (Efze) auf 441 m Höhe, im Norden der Gemarkung von Hülsa zwischen den Erhebungen des Hirschbergs (489 m) im Westen, des Kohlschlags (495 m) im Norden und des Eibig (429 m) nach einer Senke (Ulmesgraben) im Nordosten. Der Ort lag am Quellbereich des Lochbachs, dessen Lochbachklamm heute ein beliebtes Wanderziel ist. Der Name wird heute noch als Forstbezeichnung genutzt. Auf dem historischen Kartenblatt (Karten von 1840 bis 1861) des Kurfürstenthums Hessen wird deutlich, dass die Siedlung aus zwei Siedlungsflecken bestand, einer näher zu Hülsa, der andere am Quellbereich des Lochbachs.

## Geschichte
Die Siedlung wird erstmals 1250 als villa mit der Bezeichnung Gerhartshayn bzw. Gerhartshage urkundlich, als das Stift Hersfeld den Ort von Graf Albert V. von Schauenburg erwarb. Albert nannte sich schon seit 1223 von Wallenstein, nach der Burg Wallenstein (Waldinsteyn), die er in diesem Jahr von Hersfeld als Pfand und Lehen annahm. 1250 verkaufte er die Hälfte von Burg und Besitz wieder an Hersfeld, so auch Gershagen.
1267 wird villa aldin Gerhardishain als gemeinsamer Besitz von Stift Hersfeld und den Wallensteinern genannt. Danach vergehen über zweihundert Jahre, ehe der Ort wieder in die Geschichte rückt. 1500 wird der nun Gerhartshain genannte Ort von Kurt von Wallenstein seiner Frau samt Zehnten überschrieben. und 1504 als Gersthain genannt. 1505 belehnt die Abtei Hersfeld dann Kurt von Wallenstein mit halbem Dorf Gertshaynn.
Es finden sich noch Nennungen als Gerertzheim, als genannter Kurt von Wallenstein 1518 seinem Neffen von Reckerod ein Gut zu Gershagen verschreibt.  Der Ort wird dann Gertzhain (1557), Gershain (1575/85), später als Landmarke aufm Girßhainn (1576) bzw. der Gerschein (1594) genannt und scheint schon aufgegeben zu sein. 1611 wird wieder Gertzhagen und 1614 Gersheim urkundlich. 1747 wird es nochmal als ünterstes und oberstes Gershagen bezeichnet und lässt die Vermutung von wenigstens noch zwei Häusern zu. 
Landau nennt den Ort in seiner Beschreibung wüster hessischer Ortschaften dann 1858 Görzhain. Da war der Ort vermutlich längst abgegangen.
Von der Siedlung finden sich heute auf den leicht geneigten Ackerflächen keine Spuren mehr.
Etwa 250 Meter südwestlich befindet sich die Wüstung Volpertsfeld (Volprachtsfeld) und ca. 250 Meter nördlich die Wüstung Roppershagen (Rupershagen bzw. Ruprechtshain).